# Jaume Casabó i Gispert
Jaume Casabó i Gispert (Barcelona, 1941) és un químic català. Es doctorà en química a la Universitat de Barcelona, i després d'exercir com a professor de química inorgànica a la Universitat de La Laguna i a la Universitat de Múrcia fou nomenat catedràtic de química inorgànica a la Universitat Autònoma de Barcelona.
També ha estat vicedirector de l'Institut de Ciències de Materials de Barcelona (adscrit al CSIC) i de MATGAS, una associació d'interès econòmic creada per la UAB, el CSIC i l'empresa Carburos Metálicos. El 1985 fou nomenat membre del comitè del Programa Movilizador de Ciencia de Materiales del CSIC, i des de 1988 és assessor personal del president del CSIC. El 1991 fou nomenat també assessor del Secretari d'Estat d'Universitats i Investigació i és editor de l'edició internacional dels Anales de Química, publicats per la Reial Societat Espanyola de Química.
Ha publicat uns 200 treballs d'investigació en l'àmbit de la química de coordinació i química supramolecular. Des de 2004 és membre de la Reial Acadèmia de Ciències i Arts de Barcelona, de la que n'és acadèmic bibliotecari.. El 1996 va rebre la Medalla de Investigación de la Real Sociedad Española de Química i la Medalla Narcís Monturiol al mèrit científic i tecnològic de la Generalitat de Catalunya per la seva contribució a la química de coordinació dels compostos macrocíclics, i la seva aplicació al reconeixement molecular d'espècies catióniques.

## Obres
- Estructura atómica y enlace químico (1996) Editorial Reverté